# Graphogaster maculiventris
Graphogaster maculiventris là một loài ruồi trong họ Tachinidae.